# 부메랑 (1992년 영화)
《부메랑》(영어: Boomerang)은 미국에서 제작된 레지널드 허들린 감독의 1992년 로맨틱 코미디 영화이다. 에디 머피, 로빈 기븐스, 핼리 베리 등이 출연하였고, 브라이언 그레이저 등이 제작에 참여하였다.
BET에서 이 영화의 속편에 해당하는 동명 텔레비전 코미디 시리즈를 만들어 2019년부터 2020년까지 총 2 시즌 방영하였다.

## 줄거리
바람둥이 광고 책임자 마커스는 회사가 합병된 후 부장 재클린과 엮인다. 하지만 마커스와 꼭 닮아있는 재클린은 마커스에게만 충실하려는 태도를 보이지 않는다. 평소와 입장이 완전히 뒤집힌 상황에서 마커스는 자신이 이미 친구 제러드에게 소개시킨 사려 깊은 동료 앤절라에게도 이끌린다.

## 출연진
- 에디 머피 - 마커스 그레이엄 역
- 로빈 기븐스 - 재클린 브로이어 역
- 핼리 베리 - 앤절라 루이스 역
- 데이비드 앨런 그리어 - 제러드 잭슨 역
- 마틴 로런스 - 타일러 호킨스 역
- 그레이스 존스 - 헬렌 스트란제이 역
- 제프리 홀더 - 넬슨 역
- 어사 킷 - 레이디 엘로이즈 역
- 크리스 록 - 보니 T 역
- 티샤 캠벨 - 이본 역
- 릴라 로숀 - 크리스티 역
- 레너드 잭슨 - 화학자 로이드 역

## 기타 제작진
- 공동 제작: 배리 W. 블로스틴, 데이비드 셰필드
- 협력 제작: 레이 머피 주니어
- 배역: 얼레타 셔펠
- 미술: 제인 머스키
- 의상: 프랜신 제이미슨탠척